# 中国2010年上海世界博览会哈萨克斯坦馆
中国2010年上海世界博览会哈萨克斯坦馆是2010年上海世博会上代表哈萨克斯坦的展馆，位于世博园区A片区，占地面积1000平方米。哈萨克斯坦馆的主题为“阿斯塔纳——欧亚大陆的心脏”，以哈萨克斯坦新首都阿斯塔纳作为其展示的中心。
哈萨克斯坦馆的外部采用了张拉膜和玻璃幕墙进行设计。内部则分为八个区域，分别是：
- 知识的疆域
- 四维影院
- 城市矩阵2030
- 互动娱乐
- 阿斯塔纳地区
- 软性讲坛
- 艺术长廊
- 再会哈萨克斯坦